# Многокомпонентное твёрдое топливо
Многокомпонентное твердое топливо (англ. multicomponent solid fuel, MSF) — разновидность искусственного  энергетического твердого топлива, полученного  на основе использования многокомпонентных составов. Как правило, в основе состава топлива используется древесно-растительная биомасса, горючие отходы органического происхождения (уголь, торф, горючие сланцы и т. п.) или их смеси.  При необходимости за счет добавления других горючих отходов, вспомогательных и связующих веществ, топливо может приобретать измененные  (улучшенные) характеристики, недоступные в однокомпонентных составах. Например, с их помощью можно увеличивать теплоту сгорания, улучшать гидрофобность, стабилизацию структуру, реологические свойства (прочность, упругость, пластичность и т. п.).  Процесс получения данного вида топлива, как правило, связано с предварительной подготовкой сырья к брикетированию и механической обработкой прессуемой смеси в результате чего произведенное топливо удовлетворяет основным требованиям предъявляемым к природным видам твердого топлива.
Многокомпонентное твердое топливо по классификации и происхождению относится к искусственным видам топлива.
По своему составу искусственное топливо принято подразделять на: однокомпонентное и многокомпонентное.
В отличие от Однокомпонентных топлив, в многокомпонентном производится переработка сырья из двух или более компонентов и также применяются вспомогательные (связующие, окисляющие, стабилизирующие и др.) компоненты, использование которых позволяет  обеспечивать необходимые характеристики (например, энергетические, эксплуатационные характеристики, кинетические свойства, экологические параметры, улучшать экономические показатели и т. п.).  Многокомпонентное топливо находит широкое применение в производственно-хозяйственной, военно-космической и другой деятельности, например  в качестве многокомпонентного  твердого котельно-печного топлива, биодизельного, гомогенизированного, гидростабилизированного, ракетного топлива.
Так как для решения проблем экономии энергоресурсов и улучшения экологической обстановки, в последние годы наряду с природными видами твердого топлива все большее применение находят и искусственные виды топлива, получение которых в большей степени связано с переработкой накопленных и образующихся отходов (сельскохозяйственных, древесных, нефтесодержащих и т. п.) пригодных для получения энергии в виду приемлемых экологических показателей при их сжигании с оптимальным уровнем доступности и возобновляемости сырья.
Из искусственных видов твердого топлива широкое применение в теплоэнергетике в настоящее время находят пылевидное, гранулированное и брикетированное топливо.
Пылевидное топливо получают путем измельчения на специальных мельницах низкозольных отходов до порошкообразного состояния. Полученная топливная пыль сжигается аналогичным принципом, используемым в топочных форсунках для жидких топлив.
Технология сжигания пылевидного топлива обеспечивается комплексом необходимого оборудования состоящего из бункера, где хранят определенный запас пылевидного топлива, системы технологических  трубопроводов по которым сжатым воздухом подают  к установке для сжигания. Сгорает пыль с очень большим избытком воздуха, (α = 1,03…1,05), за счет чего достигается относительно высокая температура достигающая 2600 °C. Чаще всего для получения пылевидного топлива используют отсев ископаемых углей и торфяную крошку, которые проходят предварительную сушку до влажности не менее 10% для углей и 14% для торфа. Основным недостатком пылевидного топлива сдерживающим его использование является склонность к самовозгоранию при хранении, кроме того  с воздухом пыль образует смесь, взрывающуюся с открытым огнем. Поэтому для сжигания пылевидного топлива необходимы специальные бункеры, герметичные топочные устройства, а сжигание  необходимо производить не более чем через сутки после приготовления топлива.
Гранулированное топливо (гранулы, пеллеты) представляет собой уплотненный материал в виде цилиндрических гранул диаметром 4 — 10 мм, длиной 20 — 50 мм, переработанные до состояния крупности частиц 0,1 — 3,5 мм и высушенных до влажности  в пределах 8 — 10 %. Производят данный вид топлива с использованием пресса-гранулятора, который имеет плоскую или кольцевую матрицу-пресс-форму (фильеру) с вращающимися роторными вальцами. Роторные вальцы впрессовывают в многочисленные отверстия фильеры активизированное паром измельченное сырье. Продавленные гранулы через фильеру срезаются с наружной стороны специальным ножом и охлаждаются. Гранулированное топливо производится двух сортов  отличающихся процентным содержанием золы. Зольность высококачественных гранул не превышает 1 %, а в целом зольность гранулированного топлива, как правило, не превышает 3 %.  Теплота сгорания гранулированного топлива в зависимости от используемого сырья и сорта гранул составляет 4100 — 4700 Ккал/кг. Плотность гранулированного топлива находится в пределах 1100 — 1400 кг/м3. Для эффективного использования гранулированного топлива требуется специальные топливосжигающие установки.
Брикетированное топливо  (брикет) представляет собой уплотненный материал имеющий сплошное сечение различной формы (цилиндрической, призматической, многогранной и т. п.) размером от 20 до 100 мм, длиной 30 — 1000 мм. Для производства этого вида топлива используется переработанное сырье до состояния крупности частиц 0,2 — 5 мм и предварительно высушенное до влажности  в пределах 6 — 12 %. Размер и форма брикетов определяется формой матрицы, с учетом типов топок и установок в которых оно будет сжигаться, а при автоматизации процессов загрузки топлива − способом подачи брикета в топку. Зольность качественного брикетированного топлива не превышает 10 %, а влажность не выше 15%, при этом топливо легко воспламеняется в топках, отличается хорошей механической прочностью и стабильностью качественных параметров при транспортировке и хранении.
Производят как правило данный вид топлива с использованием штемпельных, ударных, гидравлических прессов и прессов экструдеров.
В настоящее время особый интерес вызывает многокомпонентного твердого топлива с использованием углеродсодержащих, древесных и  сельскохозяйственных и коммунальных отходов  использование которых находит применение при сжигании в отопительных установках различной мощности локальных системах теплоснабжения, а также в теплогенерирующих установках средней мощности, используемых например, в сельском хозяйстве для сушки зерна, приготовления кормов, а также в других отраслях для различных целей.
Компонентная комбинация топлива на основе смеси древесных и вязких нефтесодержащих отходов (MSF), позволяет получать твердое топливо с использованием  образующихся на предприятиях вязких углеводородсодержащих и древесных отходов.
Разработанное MSF топливо обеспечивает сжигание используемых в нем горючих материалов с выделением заданных теплотехнических характеристик (18 — 26,8 МДж/кг), при этом оно удовлетворяет требования транспортировки и хранении, обеспечивая сохранение свойств и качественных характеристик горючей массы. Для определения оптимального компонентного состава  получаемого многокомпонентного топлива (MSF) используются данные химического состава компонентов используемых в топливе и обрабатывается с помощью эмпирического уравнения зависимости.
Одной из проблем, требующей незамедлительного принятия решений, является экологически безопасное размещение осадков сточных вод (ОСВ) городских очистных сооружений в окружающей среде. Количество осадков, выделяющихся при очистке на современных очистных сооружениях, составляет от 2 до 10% от расхода поступающих сточных вод [13]. В основном ОСВ складируются на территории очистных сооружений, что создает неблагоприятную экологическую ситуацию вблизи городской черты.
Одним из направлений комплексной схемы обращения с ОСВ является энергосберегающая технология брикетирования осадков с получением MSF топлива, при этом ОСВ могут рассматриваться в качестве вторичного энергетического ресурса, который можно подвергать дальнейшему сжиганию в локальных котельных.
Разработанная и опробированная технология брикетирования ОСВ с получением MSF топлива базируется на использование механически обезвоженного осадка, который содержит 65-80 % влаги.  Переработка 1 тонны ОСВ (в расчете на сухую массу) позволит получить: 500 кг условного топлива [13]. Добавление отходов производств, таких как лигнин, позволяет увеличить полноту сгорания, что в свою очередь приводит к снижению содержания вредных веществ в отходящих газах. После сжигания остается зола, которая может использоваться при производстве строительных материалов (керамзит, цемент) или в качестве в качестве дополнительного наполнителя при производстве асфальтобетона.
MSF топливо изготавливают семи типов [19, 20] , которые подразделяются на:
     – МДУ – топливо, которое изготавливают на основе преимущественного использования измельченных отходов деревообработки, лесосечного производства, переработки древесины и иного сырья на основе древесины (в дальнейшем измельченные древесные отходы), с добавлением углеводородсодержащих отходов;
– МРУ – топливо, которое изготавливают на основе преимущественного использования измельченных материалов растениеводства и сельскохозяйственного производства, и растительных отходов, полученных в результате сельскохозяйственной деятельности или их переработки (в дальнейшем измельченные растительные отходы) с добавлением углеводородсодержащих отходов;
– МСУ – топливо, которое изготавливают на основе преимущественного использования смеси измельченных отходов растениеводства и древесных отходов (в дальнейшем смесь измельченных растительно-древесных отходов) с добавлением углеводородсодержащих отходов;
– МЩУ – топливо, которое изготавливают на основе преимущественного использования древесных обрезков и кусковых отходов в виде щепы с импрегнацией темными нефтепродуктами и/или углеводородсодержащими отходами;
– МКУ – топливо, которое изготавливают на основе использования твердых неопасных горючих бытовых отходов, в том числе с применением осадка сточных вод городских очистных сооружений (в дальнейшем осадок сточных вод или ОСВ), с добавлением, при необходимости, измельченных растительных отходов, и/или древесных отходов и/ или смеси растительно-древесного сырья, и/или углеводородсодержащих отходов пригодных для использования в качестве топлива;
– МРД – топливо, которое изготавливают на основе использования смеси измельченных растительных отходов и древесных отходов, с добавлением при необходимости связующих веществ;
– МБ – топливо, которое изготавливают на основе использования измельченной смеси древесных или растительных отходов и биомассы различного происхождения.
Разработанное брикетирующее  оборудование позволяет производить топливо различной формы, которая  определяется конструкцией оснастки и конструкцией применяемого оборудования.
Энергетическое использование  отходов является обширным направлением в производстве MSF топливо и позволяет использовать широкий спектр отходов [8, 9 - 11, 13, 18] .
Основными источниками образования этих отходов являются различные деревоперерабатывающие, лесопромышленные и сельскохозяйственные коммунальные предприятия. Древесно-растительные отходы образуются в большом количестве практически на всех стадиях технологического процесса: лесозаготовки, лесопиления, деревообработки, уборки и переработки сельскохозяйственных растительных культур.
По химическому составу древесно-растительные отходы относятся  к углеводородкислородсодержащим отходам и являются побочным материальным ресурсом и по своим свойствам, химическому составу могут быть использованы в переработке в том числе в качестве топлива.

#### Образующиеся углеводородкислородсодержащие отходы принято классифицировать по
- сортименту исходного сырья (отходы пиломатериалов, отходы соломы, древесно-кустарниковой растительности, шелуха и т. п.);
- породам (хвойная, лиственная, солома, костра);
- влажности (сухие до 15 %, полусухие 16–30 %, влажные 31 % и выше, сверхвлажные 100 %);
- форме и размеру частиц (кусковые, мягкие, пылевидные);
- стадийности обработки (первичные, вторичные).

Теплофизические свойства определяются теплотой сгорания, влажностью, химическим составом, количеством летучих веществ, твердого углерода, золы и т. д. Например, древесина в рабочей массе содержит до 50,0 % углерода, 6,1 % водорода и 42,3 % кислорода, и небольшое количество, не превышающее 0,05 %, серы. Целесообразность использования древесно-растительных отходов в качестве топлива определяется тем, что данный вид сырья является возобновляемым местным ресурсом с приемлемыми энергетическими показателями.
Рассматривая отходы растениеводства (солома, лузга подсолнечника, риса, гречки, проса, кукурузная кочерыжка и т. п.) интерес к которым в настоящее время возрастает, следует отметить, что к основным отличиям и определенным преимуществам относится наличие невысокой влажности исходного сырья, хотя в ряде случаев по теплоте сгорания отходы растениеводства уступают топливу полученному их древесных отходов. Однако из сложившего опыта и проведенных исследований стоит учитывать, что кроме лузги подсолнечника, использование других видов отходов растениеводства в качестве топлива сопряжено с рядом трудностей, обусловленных в первую очередь их химическим составом.
Одной из проблем комплексного использования древесно-растительных и  сельскохозяйственных отходов является организация эффективной переработки низкосортного сырья, имеющего повышенную влажность или не нашедших по разным причинам (окисление, изменение внешнего вида, засорение примесями и т. п.) технологического применения.
Ряд трудностей, в том числе экологических, удается решать  за счет оптимизации многокомпонентных составов и использования компонентов, обеспечивающих необходимые задаваемые характеристики.
Основной концепцией получения  многокомпонентного твердого топлива является эффективное энергетическое использование местных видов сырья, биоресурсов  и горючих отходов не нашедших технологического применения в других технологиях.